# Поворотная точка
«Поворотная точка» (англ. The Turning Point) — фильм нуар режиссёра Уильяма Дитерле, вышедший на экраны в 1952 году.
В основу фильма положен рассказ Хораса Маккоя «Буря в городе» о борьбе упорного, идеалистически настроенного прокурора Джона Конроя (Эдмонд О’Брайен) с организованной преступностью в крупном городе на Среднем Западе. Возглавив специальный правительственный комитет, Конрой пытается разоблачить главу местной мафии, сталкиваясь с тем, что в коррупционную сеть попал и его отец, опытный полицейский детектив. Мафия не собирается сдаваться без боя, уничтожая как улики, так и тех, кто может повлиять на ход расследования. Тем не менее комитету Конроя удаётся добиться результата, когда он объединяет усилия с другом детства, а ныне матёрым газетным обозревателем Джерри МакКиббоном (Уильям Холден).
По информации Американского института кино, история фильма была вдохновлена деятельностью Комитета Сената США по расследованию организованной преступности, также известного как Комитет Кефовера. Комитету во главе с сенатором Эстесом Кефовером, который действовал в период между 1950 и 1951 годами, было поручено разоблачать организованную преступность на национальном уровне.
Фильм относится к субкатегории фильмов нуар о политической коррупции, к этой же субкатегории относятся картины «Стеклянный ключ» (1942), «Бумеранг!» (1947), «Рэкет» (1951), «Город в плену» (1952), «Бандитская империя» (1952), «История в Феникс-сити» (1955), «Секреты Нью-Йорка» (1955) и «Печать зла» (1958).

## Сюжет
В крупный город на Среднем Западе прилетает специальный прокурор Джонни Конрой (Эдмонд О’Брайен) с поручением возглавить комитет по борьбе с организованной преступностью в городе. На вопрос газетчиков, связана ли его миссия с расследованием деятельности влиятельного бизнесмена Нила Айклбергера (Эд Бегли), Джонни отвечает, что будет расследовать все случаи, связанные с нелегальными доходами и коррупцией в городе.
Вместе с Джонни в город прибыла его ассистент Аманда «Мэнди» Уэйкросс (Алексис Смит), с которой его связывают и личные отношения. Встретить Джонни приходит друг детства, а ныне влиятельный газетный обозреватель Джерри МакКиббон (Уильям Холден), которого Джонни приглашает поехать на завтрак к своим родителям. По дороге Джонни предлагает старому другу работать в его комитете, однако Джерри отвечает, что предпочитает остаться журналистом и помогать ему в этом качестве. Джерри считает, что уничтожение синдиката Айклбергера гарантирует Джонни взлёт по карьерной лестнице и даже представит шанс претендовать на пост губернатора или место в Сенате, однако Джонни отвечает, что у него нет никаких политических амбиций. Джерри ещё раз подчёркивает, что наверху коррупционный пирамиды с многомиллионными оборотами восседает Айклбергер, и что именно с ним следует вести борьбу. Однако журналист опасается, что его друг слишком идеалистичен и чист, чтобы противостоять столь могущественной коррупционной организации.
Дома у родителей Джонни сообщает своему отцу, Мэтту Конрою (Том Талли), что согласовал вопрос о назначении его главным следователем своего комитета. Джонни считает, что отец идеально подходит на эту должность, для которой требуется честный полицейский, который имеет огромный опыт и прекрасно знает город. К удивлению сына, Мэтт решительно отказывается от должности, настаивая на том, что предпочитает оставаться обычным копом.
Когда Мэтт отправляется на работу, Джерри решает проследить за ним. Журналист видит, как Конрой-старший садится в такси и приезжает в некий частный дом. Некоторое время спустя он выходит из дома, а вскоре оттуда выходит известный гангстер Хэрриган (Тед де Корсия). Затем Джерри приезжает в офис транспортной компании Айклбергера. После окончания совещания, Джерри останавливает для разговора Айклбергера вместе с Хэрриганом, и, представившись журналистом «Кроникл», просит сделать заявление по поводу комитета Конроя. Айклбергер говорит, что очень рад появлению этого комитета, который сможет очистить его имя от клеветнических слухов и обвинений. Завершая разговор, Джерри намекает на возможную связь Конроя с Хэрриганом, который рос с ними в одном дворе.
На следующий день во время слушаний в комитете Джонни ведёт допрос некого Джо Силбрэя (Дон Портер), который, по его мнению, имеет слишком высокие доходы для торговца виски. В частности, Джонни предлагает обсудить его участие деле Манзинатеса. В 1948 году Питер Манзинатес, частный торговец, который отказался платить подпольному синдикату, однажды уехал в Канаду, но так и не вернулся. Именно в этот период Силбрэй взял в полиции отпуск и на три недели уехал в Канаду. Вернувшись назад, Силбрэй уволился из полиции и на следующий день поступил на работу к Айклбергеру, где в его задачу, по утверждению Джонни, входил контроль над сетью мелких торговцев, но затем Айклбергер снял его с этой работы. Джонни обвиняет Силбрэя в том, что тот, будучи копом, продался, и обещает обязательно прижать его. Хотя Силбрэй отрицает какую-либо вину со своей стороны, Джонни заявляет, что лучше разоблачить его, преступного копа, чем сотню хулиганов. После завершения допроса Джерри просит разыскать мать Манзинатеса.
Джерри приходит в офис комитета, где обсуждает с Мэнди его статью о комитете, которая, по мнению Мэнди, написана слишком отстранённо. В свою очередь, Джерри замечает, что для неё эта работа является не более чем интересным делом, в котором она может себя показать. В этот момент в кабинет входит Джонни с Мэттом, сообщая, что отцу удалось достать адрес миссис Манзинатес, где она проживает под чужим именем. После ухода Мэтта, Джерри незаметно выходит вслед за ним, наблюдая, как тот спускается в холл здания, откуда звонит по телефону. Джерри возвращается в кабинет Джонни, рекомендуя ему и Мэнди в связи с утечками информации ещё раз более основательно проверить всех сотрудников комитета, «даже собственную мать».
Мэнди заезжает на квартиру к Джерри и требует, чтобы он объяснил, что тот имел в виду, говоря об утечках информации. Он отвечает, что Джонни и она спрятались в башне из слоновой кости и не видят реальной жизни. В свою очередь Мэнди осуждает Джерри за излишний цинизм и за то, что он свысока смотрит на идеализм Джонни. Джерри предлагает Мэнди проехать вместе с ним к миссис Манзинатес. В этот момент двое бандитов уже находятся в квартире пожилой миссис Манзинатес. Угрожая здоровьем её племянника, они требуют, чтобы она дала «правильные» показания на завтрашних слушаниях. Когда Джерри и Мэнди подъезжают к дому, бандиты уже выходят оттуда. Джерри объясняет Мэнди, что миссис Манзинатес только что купила себе «страховку». Он немедленно направляется домой к Мэтту Конрою, обвиняя старого полицейского в том, что это он передал Айкелбергеру информацию о местонахождении миссис Манзинатес и даёт ему 24 часа, чтобы исправить ситуацию. Мэтт едет к Айклбергеру, где на встрече с его бандой просит освободить его от дальнейшего сотрудничества. Айклбергер отказывает Мэтту, и после его ухода поручает своим подручным не спускать с Конроя-старшего глаз.
Позднее во время вечеринки у Мэнди Мэтт сознаётся Джерри, что начал работать на Айклбергера много лет назад, когда ему были нужны деньги на то, чтобы оплатить учёбу Джонни в университете. Давая Мэтту шанс исправиться, Джерри просит его сделать фотокопию дела, которое Айклбергер попросил его выкрасть из полицейского архива, и передать эту копию Джонни. Получив дело в полицейском архиве, Мэтт просит одного из знакомых клерков сделать ему в нарушение инструкций фотокопию, после чего клерк, также связанный с бандитами, немедленно докладывает об этом по телефону Хэрригану.
Тем же вечером в своей квартире Мэнди объясняет Джерри, что восхищается Джонни и благодарна ему за возможность работать вместе с ним, но не любит его. Не в силах более скрывать свои чувства, Джерри и Мэнди целуются.
На следующий день Мэтт доставляет документы Хэрригану. Тот поручает детективу немедленно отправиться на встречу с Айклбергером на заправочную станцию, но там его убивает один из его подручных Хэрригана Монти ЛаРу, обставляя всё как случайное убийство при попытке ограбления бензоколонки. В свою очередь самого ЛаРу тут же убивает двое других киллеров Айклбергера во главе с Роем Акерманом (Дэнни Дэйтон), тем самым заметая все следы. Джерри получает сообщение из редакции, что только что убит Мэтт. На месте преступления Джерри пытается объяснить офицеру полиции, что это не простое убийство, так как убийца ничего не похитил и совершенно непонятно, кто и почему убил самого убийцу. Однако полиция не обращает на это внимания, восхищаясь лишь героизмом Мэтта.
Мэнди приходит в офис Конроя, когда тот выступает перед прессой, утверждая, что не обнаружено никакой связи гибели его отца с его деятельностью в комитете Конроя. Хэрриган также даёт интервью прессе, рассказывая, что вырос с Мэттом в одном районе и ему его будет очень не хватать: «Он был хорошим человеком, и его семья может гордиться тем, как он служил обществу».
На поминках в доме Мэтта Мэнди выходит на террасу, где видит одинокого Джерри. Она не верит, что смерть Мэтта была случайной и просит журналиста рассказать, что случилось на самом деле. Джерри говорит, что когда-то давно Мэтт взял «у них» деньги на учёбу Джонни в колледже, после чего они использовали его. Но перед самой гибелью Мэтт по совету Джерри попытался разоблачить тех, на кого работал. Мэнди и Джерри задаются вопросм, как сказать Джонни правду о его отце, о том, что тот был преступник. Они не занют и как сказать Джонни о своих отношениях. В этот момент на террасу неожиданно выходит Джонни, и увидев, как Мэнди обняла Джерри, тут же уходит.
На очоердном заседании своего комитета Джонни вызывает на допрос Айклбергера. Комитет утверждает, что согласно бухгалтерским отчётам, доходы Айклбергера слишком велики для транспортной компании, которой тот владеет. Он отвечает, что владеет и другими небольшими бизнесами, а также даёт деньги в долг под проценты. Комитет полагает, что Айклбергер таким образом финансирует нелегальный букмекерский бизнес, и более того, контролирует его. С помощью нелегальной ростовщической деятельности, часть которой не отражена в официальных документах, Айклбергер завладел ценными бумагами и долями в различных компаниях, которые, по предположению Комитета, поступали в «Арко секьюритис», компанию, которой фактически владеет Айклбергер. На следующий день Конрой допрашивает предполагаемого члена сотрудника компании «Арко», который работал на Роя Акермана. В своё время тот был арестован за убийство, но выпущен под залог в 25 тысяч долларов. Эти деньги он смог получить, только продав свои доли «Арко». Этот эпизод вызывает негодование Айкобергера, который следит за слушаниями по телевизору.
Понимая, что разоблачение деятельности «Арко» по отмыванию денег приведёт к раскрытию всей его подпольной империи, Айклбергер на секретном совещании с Хэрриганом, Акерманом и другими подручными даёт указание уничтожить всё здание, где расположен офис «Арко», организовав поджог. Айклбергер считает, что если бы они уничтожили только документы «Арко» — это вызвало бы дополнительные подозрения, однако вряд ли кто-либо поверит в то, что они пошли на уничтожение всего здания вместе с жильцами.
Ночью группа бандитов проникает в здание, где расположено «Арко», забирает наиболее важные документы, а затем устраивает мощный взрыв газа в подвале. Возникает сильнейший пожар, охватывающий все пять этажей здания, многие обитатели дома гибнут или получают тяжёлые ранения.
Джерри приходит в офис Джонни, который разочарован своей работой, в частности, тем, что собрав и проанализировав огромный объём материала, он не смог предотвратить столь массовую гибель ни в чём не повинных людей. Кроме того, Джонни потерял наиболее ценные материалы, свидетельствующие о преступной деятельности Айклбергера. Тем не менее, Джерри призывает друга продолжить и активизировать работу комитета, так как, если дело передадут полиции, что Айклбергер выйдет сухим из воды. Журналист предлагает написать статью о том, что смерть Мэтта была убийством человека, который работал на бандитов и попытался вырваться из их рук. Это спровоцирует бандитов на действия. Джонни не может поверить в то, что его отец работал на преступников, тогда Джерри предлагает ему проверить все налоговые декларации Конроя-старшего за последние годы.
Изучая дома налоговые документы отца, Джонни убеждается в правоте Джерри. Он приезжает в Комитет, где Джерри печатает статью в присутствии Мэнди. Джонни признаёт, что его отец был преступным полицейским. Перед публикацией статьи Джонни просит Джерри самого решить, какую пользу она принесёт и чем эта новость может стать для его матери. Сам же Джонни подаёт в отставку. Джерри возражает, так как в таком случае развалится всё расследование. Джерри убеждает Джонни, что они прежде всего должны служить закону, а уже потом думать о личных чувствах, иначе «бандиты вроде Айклбергера одолеют нас». Джонни говорит, что им самим решать, что делать хорошо и что делать плохо, а затем уходит в свой кабинет. Вошедшая следом Мэнди говорит, что догадалась, что Джонни намекал на её отношения с Джерри. Она просит у него прощения и просит понять её. Тем не менее она уговаривает его не уходить и продолжить работу. В противном случае он сам пожалеет о своём решении, так как получится, что Айклбергер победил.
Утром Джонни звонит Джерри и сообщает, что на 10 часов назначил пресс-конференцию в своём офисе, где хочет сам рассказать о своём отце. На вопрос о матери, Джонни отвечает: «Кому-то приходится платить чрезмерную цену за то, чтобы закон восторжествовал».
Выходит газета со статьёй Джерри «В убийстве Мэтта Конроя обвиняется синдикат». Прочитав это, жена убитого гангстера ЛаРу, Кармелина (Адель Лонгмайр), звонит Джерри и спрашивает, написал ли он правду об убийстве мужа. Во время встречи в одном из баров Джерри подтверждает Кармелине, что заказчики убийства обманули и поставили её мужа. Она сообщает Джерри, что за убийство ЛаРу обещали повысить, и она лично слышала этот разговор. Кармелина сообщает, что договаривались с мужем Рой Акерман и человек по имени Хёрм. В этот момент Акерман и Хёрм входят в бар. Когда они подходят ближе, Джерри бьёт их кофейным столиком и убегает вместе с Кармелиной через служебный вход. Бандиты начинают стрелять им в след. По пожарной лестнице Кармелина забирается на один из верхних этажей здания, Джерри бежит за ней, но не догоняет.
Джерри и Джонни с помощью полиции начинают розыск Кармелины, так как ей угрожает смертельная опасность. Айклбергер и Акерман тоже ищут её, так как она является единственным свидетелем, способным указать на Акермана как на организатора убийства Мэтта. Акерман звонит в Детройт и просит немедленно прислать профессионального киллера по имени Ред (Нэвилл Брэнд).
Полиция задерживает множество девушек и приглашает Джерри на опознание, однако Кармелиты среди них нет. Джонни просит быть Джерри осторожным, так как он единственный, кто знает Кармелину в лицо. Джерри звонят из газеты, и сообщают, что с ним пытается связаться некто Сэмми Лестер, который работал с ЛеРу, знает Кармелину и хочет рассказать кое-что, но только лично Джерри. Сэмми предлагает встретиться в зрительном зале во время боксёрского поединка. Джерри не подозревает, что Сэмми действует по указанию Акермана.
Испуганая Кармелина мечется по городу, в конце концов, забегая в офис Комитета Конроя. Джонни успокаивает её, а затем получает письменные показания Кармелины, достаточные, чтобы осудить всех бандитов, включая Акермана и Айклбергера. Джонни и полицейские отправляются на их задержание в транспортную фирму Акермана. Джонни пытается пригласить с собой Джерри, но тиелефон того не отвечает. Наконец в редакции сообщают, что Джерри уехал на бокс, где ему пообещали наводку, где можно найти Кармелину. Мэнди немедленно отправляется на бокс.
Когда Джерри появляется на стадионе вместе со своим помощником Пинки, Акерман указывает на него Рэду. Джерри проходит на трибуну, Рэд идёт вслед за ним. Джерри садится на своё место, а Рэд поднимается по лестнице под крышу стадиона. К Джерри подсаживается Пинки и говорит, что видел в коридоре Акермана, который указывал на Джерри какому-то приезжему парню. Киллер ищет позицию для выстрела, Джерри напряжённо ожидает, в этот момент в зале появляется Мэнди в сопровождении полицейского. Неожиданно бой заканчивается, и публика начинает расходиться. Мэнди в толпе пытается докричаться до Джерри. Она находит его, но Джерри говорит, что в него целится киллер, и просит её немедленно смешаться с толпой. Киллер стреляет, и Джерри падает в объятия Мэнди. Полиция замечает Рэда и начинает за ним погоню, тот отстреливается. Наконец, на опустевшей арене полицейским удаётся застрелить Рэда.
Джонни с полицейскими приезжает на транспортную фирму Айклбергера. Самого Айклбергера арестовывает его, а всю его банду убивают или арестовывают. Джонни сообщают, что на стадионе серьёзно ранен Джерри. Мгновенно приехав на стадион, Джонни видит подавленную Мэнди, затем заходит в палату. Очевидно, что Джерри умер. Джонни подходит в Мэнди и повторяет слова: «Иногда кто-то должен заплатить чрезмерную цену за то, чтобы защитить его величество закон».

## В ролях
| Актёр           | Роль                              |
| --------------- | --------------------------------- |
| Уильям Холден   | Джерри МакКиббон                  |
| Эдмонд О'Брайен | Джон Конрой                       |
| Алексис Смит    | Аманда Уэйкросс                   |
| Том Талли       | Мэтт Конрой                       |
| Эд Бегли        | Нил Айкелбергер                   |
| Дэнни Дэйтон    | Рой Акерман                       |
| Адель Лонгмайр  | Кармелина ЛяРу                    |
| Рэй Тил         | Клинт, капитан полиции            |
| Тед Де Корсиа   | Хэрриган                          |
| Дон Портер      | Джо Силбрэй                       |
| Говард Фримен   | Фогель                            |
| Нэвилл Брэнд    | Рэд                               |
| Джей Адлер      | Сэмми Лестер (в титрах не указан) |
| Расселл Джонсон | Герман (в титрах не указан)       |
| Мэри Мёрфи      | секретарша (в титрах не указана)  |

## Создатели фильма и исполнители главных ролей
В 1937 году режиссёр Уильям Дитерле был номинирован на Оскар как лучший режиссёр за биографический фильм «Жизнь Эмиля Золя» (1937). К числу наиболее успешных фильмов Дитерле относятся также историческая драма «Горбун Собора Парижской богоматери» (1939), фэнтези-драма «Дьявол и Даниэл Уэбстер» (1941) и мелодрама «Портрет Дженни» (1948), а среди фильмов нуар — «Обвиняемая» (1949) и «Тёмный город» (1950).
Уильям Холден в 1954 году был удостоен Оскара за главную роль в военной драме «Лагерь для военнопленных № 17» (1953), он ещё дважды номинировался на Оскар — за главные роли в фильме нуар «Бульвар Сансет» (1950) и драматическом триллере «Телесеть» (1976). Холден сыграл заметные роли в таких значимых фильмах, как военная драма «Мост через реку Квай» (1957), военная шпионская драма «Фальшивый предатель» (1962) и вестерн «Дикая банда» (1969). Эдмонд О’Брайен был удостоен Оскара за роль второго плана в криминальной мелодраме «Босоногая графиня» (1954) и номинации на Оскар за роль второго плана в политическом триллере «Семь дней в мае» (1964). Он также известен ролями в фильмах нуар «Убийцы» (1946), «Паутина» (1947), «Двойная жизнь» (1947), «Белая горячка» (1949), «Мёртв по прибытии» (1950) и «Попутчик» (1953), в вестерне «Дикая банда» (1969, с Холденом) и в фильме Дитерле «Горбун Собора Парижской богоматери» (1939). Алексис Смит сыграла, в частности, в спортивной биографической драме «Джентльмен Джим» (1942), биографической драме «Рапсодия в голубых тонах» (1945), драме «Молодые филадельфийцы» (1959), фильмах нуар «Конфликт» (1945), «Две миссис Кэрролл» (1947) и «Доля секунды» (1953).

### Общая оценка фильма
После выхода на экраны фильм получил довольно сдержанные оценки критики. В частности, газета «Нью-Йорк таймс» назвала его «серьёзной, но невдохновляющей драмой о борьбе с преступностью в городе на Среднем Западе». Хотя «блестящая игра двух актёров, а также тревожная, хотя и лишённая воображения постановка Уильяма Дитерле придают картине живость», её «горячий текст имеет прохладный вид». Одним из центральных моментов картины становятся заседания комитета по борьбе с организованной преступностью, однако «при показе работы комитета фильм теряет некоторую психологическую остроту и напоминает многих своих предшественников». «Нью-Йорк таймс» отмечает, что сценарий «откровенно вращается вокруг слушаний Комитета Кефовера, воссоздавая снимавшийся на телевидение реальный процесс» по тому делу, что во многом оправдывает создание картины. К её слабостям автор статьи относит разработку основных персонажей — «непреклонного главу комитета и изворачивающегося мафиозного короля» как «слабые и неоригинальные повторы», за которыми, «к сожалению, следует разочаровывающая охота, которая оставляет печать банальной скуки, а поверхностные построения фильма притупляют его искренность». Журнал «Variety» отметил, что «ход повествования время от времени тонет в потоке ненужных разговоров, что особенно очевидно в середине картины. Однако после этого действие набирает темп, и в конце на первый план выходит напряжённый поиск „самой важной“ свидетельницы, а также отчаянные попытки Холдена сбежать от киллера в бетонной пещере боксёрского стадиона»".
Современные критики оценивают фильм немного более позитивно. Деннис Шварц назвал его «быстро движущимся фильмом нуар, грамотно поставленным Уильямом Дитерле по напряжённому сценарию Уоррена Даффа». Показывая, «насколько широко распространилась городская коррупция и насколько жестока мафия,… эта крутая увлекательная криминальная история скептически смотрит на то, могут ли идеалистически настроенные политики в одиночку вычистить грязь из больших городов». Крейг Батлер оценил картину «как довольно типичный фильм нуар 1950-х годов, воодушевлённый в какой-то степени обстановкой эпохи маккартизма» и «один из нескольких хороших, но невыдающихся фильмов, которые Уильям Холден сделал между „Бульваром Сансет“ и „Старлагом 17“». Батлер считает, что, к сожалению, сценарий Уоррена Б. Даффа не развивает тему, связанную с деятельностью по разоблачению организованной преступности, «останавливаясь вместо этого на довольно банальной криминальной истории с совершенно невыдающимся диалогом. Режиссёрская работа Дитерле также довольно обычна, хотя как постановка, так и сценарий оживают в сцене большого пожара».

### Оценка актёрской игры
«Нью-Йорк таймс» высоко оценил игру О’Брайена и Холдена, которые «превосходно делают своё дело», несмотря на «немного высокомерные, претенциозные тексты», в то время, как роль Алексис Смит «ограничена ответами на телефон и беготнёй за обоими героями». С другой стороны, «Эд Бегли в роли криминального короля, Том Талли в роли заблудшего отца и дама по имени Адель Лонгмир в качестве напуганной свидетельницы великолепны» ". Батлер полагает, что «актёрский состав, включая Холдена и Алексис Смит, крепкий, но не более того». Однако, по мнению Батлера, среди прочих актёров особенно выделяется «Эд Бегли, восхитительный злодей которого полон огня и жизни, которого не хватает остальному фильму». «Перед увлекательной игрой Бегли трудно устоять», и хотя «фильм и доставляет определённое наслаждение, он становится чем-то большим, только когда на экране появляется Бегли».